# Христианская партия Австрии
Христианская партия Австрии (нем. Christliche Partei Österreichs, CPÖ; ранее Христиане — нем. Die Christen) — небольшая политическая партия в Австрии, основанная 15 октября 2005 г..
Она изменила свое название под новым председателем Рудольфом Герингом в конце 2009 года, частично из-за опасений католической церкви по поводу использования термина «христиане» для обозначения только партии.

## История
Партия была зарегистрирована 23 января 2006 года и представлена общественности 27 сентября 2007 года, когда она объявила о народной инициативе («Volksbegehren») на тему детей и семей и о том, что она будет участвовать в выборах 2008 года в Нижней Австрии.
На парламентских выборах 2008 года партия получила 0,64 % голосов.
Рудольф Геринг, председатель партии, объявил, что будет баллотироваться в президенты на выборах 2010 года. Он получил 5,44 % голосов за третье место, самый высокий процент голосов партии на национальных выборах на сегодняшний день.

## Цели
Партия ориентирована в основном на христианскую политику, пропагандируя, например:
- Отмена признания однополых союзов
- Предоставление родителям права голосовать за своих детей
- Сохранение христианских символов в школах
- Объявление вне закона (или сохранение незаконности) абортов, эвтаназии, исследования стволовых клеток и искусственного оплодотворения
- Защита веры в Бога-Творца, заявляя, что важность этой веры «требует уважения и со стороны других вероисповеданий и атеистов»
- Отказ от дальнейшей централизации ЕС
- Отказ от нелегальной иммиграции

## Результаты выборов

### Национальный совет
| Год выборов | от общего числа голосов | % от общего числа голосов | количество мест | Правительство       |
| ----------- | ----------------------- | ------------------------- | --------------- | ------------------- |
| 2008        | 31,080                  | 0.64 %                    | 0 из 183        | Extra-parliamentary |
| 2013        | 6,647                   | 0.14 %                    | 0 из 183        | Extra-parliamentary |
| 2017        | 425                     | 0.01 %                    | 0 из 183        | Extra-parliamentary |
| 2019        | 260                     | 0.00 %                    | 0 из 183        | Extra-parliamentary |

### Президент
| Выборы | Кандидат       | Результат первого тура | Результат первого тура | Результат первого тура | Результат второго тура | Результат второго тура | Результат второго тура |
| Выборы | Кандидат       | Голоса                 | %                      | Результат              | Голоса                 | %                      | Результат              |
| ------ | -------------- | ---------------------- | ---------------------- | ---------------------- | ---------------------- | ---------------------- | ---------------------- |
| 2010   | Рудольф Геринг | 171,668                | 5.43 %                 | 3rd place              |                        |                        |                        |
| 2016   | Нет кандидата  | Нет кандидата          | Нет кандидата          | Нет кандидата          | Нет кандидата          | Нет кандидата          | Нет кандидата          |